# 哥倫布 (內華達州)
哥倫布（英語：Columbus）是位於美國內華達州埃斯梅拉達縣的鬼鎮。

## 歷史
哥倫布的郵局於1866年設立，其後於1899年停運。

## 地理
哥倫布所處的海拔為高於海平面1390米（即4561英呎），而該地所採用的時區為UTC-8，即太平洋时区（PST）。同時該地設有夏令時間，為UTC-8調快一小時，即UTC-7（PDT）。